# Comuna Pidhaiciîkî, Zolociv
Pidhaiciîkî (în ucraineană Підгайчики) este o comună în raionul Zolociv, regiunea Liov, Ucraina, formată din satele Kosîci, Pidhaiciîkî (reședința), Pohorilți, Șopkî și Turkotîn.

## Demografie
Componența lingvistică a comunei Pidhaiciîkî
     Ucraineană (99,75%)
     Alte limbi (0,25%)
Conform recensământului din 2001, majoritatea populației comunei Pidhaiciîkî era vorbitoare de ucraineană (99,75%), existând în minoritate și vorbitori de alte limbi.